# José Ramón Álvarez Rendueles
José Ramón Álvarez-Rendueles Medina (Gijón, Principado de Asturias, 17 de junio de 1940) es un economista español.

## Biografía
Abogado y doctor en ciencias económicas por la Universidad Complutense de Madrid, y profesor mercantil por la Escuela de Gijón.
En 1964 ingresó en el Cuerpo de Técnicos Comerciales y Economistas del Estado, siendo catedrático de Universidad desde 1973.
Fue jefe de estudios del Plan de Desarrollo (1970-73), secretario técnico y subsecretario del Ministerio de Hacienda (1973-76), secretario de Estado de Economía (1977-78), gobernador del Banco de España (1978-84) y presidente del Banco Zaragozano (1986-1997).
En el ámbito empresarial asturiano, fue presidente de los astilleros Juliana Constructora Gijonesa y consejero de Uninsa, Ensidesa y Hunosa. Fue el primer presidente de la Fundación para la Investigación Científica y Técnica (FICYT) del Principado de Asturias.
Catedrático de Hacienda Pública en la Universidad Autónoma de Madrid, Álvarez-Rendueles, patrono de varias fundaciones, alcanzó la vicepresidencia mundial de Arcelor y la presidencia de Aceralia (1997) y de Peugeot España, siendo nombrado también consejero de Asturiana de Zinc, de Holcim y de Sanitas en la que actualmente es presidente. Entre 1977 y 1978 fue Secretario de Estado para la Coordinación y Programación Económicas.
Elegido presidente de la Fundación Príncipe de Asturias en marzo de 1995, desempeñó este cargo hasta abril de 2008, sustituyéndole el también economista Matías Rodríguez Inciarte.
Es académico correspondiente para Madrid en la Real Academia de Ciencias Económicas y Financieras desde 1986.

## Premios
Entre otras condecoraciones, posee la gran cruz de la Orden del Mérito Civil, la Legión de Honor de Francia, la de Caballero Gran Cruz de la Orden al Mérito de la República Italiana (1980), la Cruceiro do Sur de Brasil, la Couronne de Chêne de Luxemburgo y la gran cruz de la Orden de Isabel la Católica. 
También es hijo predilecto de Asturias.